# Новоклязьминское сельское поселение
Новокля́зьминское се́льское поселе́ние — муниципальное образование в Южском районе Ивановской области Российской Федерации.
Административный центр — село Новоклязьминское.

## Географические данные
- Общая площадь: ? км²
- Расположение: южная часть Южского района
- Граничит:
  - на севере — с Мостовским сельским поселением
  - на северо-востоке — с Талицким сельским поселением
  - на северо-западе — с Холуйским сельским поселением
  - на юге, юго-востоке и юго-западе — с Вязниковским районом Владимирской области
  - на западе — с Ковровским районом Владимирской области

## История
Образовано в соответствии с Законом Ивановской области от 25 февраля 2005 года № 53-ОЗ «О городском и сельских поселениях в Южском муниципальном районе».
Законом Ивановской области от 6 мая 2015 года № 35-ОЗ, Новоклязьминское и Мостовское сельские поселения преобразованы, путём объединения, в Новоклязьминское сельское поселение с административным центром в селе Новоклязьминское.

## Население
| 2002 | 2010 | 2011 | 2012 | 2013 | 2014 | 2015 |
| ---- | ---- | ---- | ---- | ---- | ---- | ---- |
| 580  | ↘517 | ↘515 | ↘486 | ↘471 | ↘459 | ↘445 |
| 2016 | 2017 | 2018 | 2019 | 2020 | 2021 |      |
| ↗998 | ↘985 | ↘967 | ↘945 | ↘925 | ↘775 |      |

## Состав сельского поселения
| №  | Населённый пункт | Тип населённого пункта       | Население |
| -- | ---------------- | ---------------------------- | --------- |
| 1  | Брюховая         | деревня                      | ↘3        |
| 2  | Глушицы          | деревня                      | ↘159      |
| 3  | Добрицы          | деревня                      | ↘2        |
| 4  | Косики           | деревня                      | ↘5        |
| 5  | Мальцево         | деревня                      | ↘20       |
| 6  | Моста            | село                         | ↘586      |
| 7  | Никулиха         | деревня                      | 7         |
| 8  | Новоклязьминское | село, административный центр | ↘255      |
| 9  | Павлицы          | деревня                      | ↘7        |
| 10 | Подьелово        | деревня                      | ↘0        |
| 11 | Пустынь          | деревня                      | ↘59       |
| 12 | Растовицы        | деревня                      | ↘0        |

## Местное самоуправление
Администрация сельского поселения находится по адресу: 155635, Ивановская область, Южский район, с. Новоклязьминское, ул. Старая д.2 оф.2.
Глава администрации — Ершова Наталья Владимировна  Архивная копия от 5 декабря 2013 на Wayback Machine.